# Danira Nakić
Danira Nakić, coniugata Bilić (Sebenico, 22 luglio 1969), è un'ex cestista jugoslava, dal 1992 croata.

## Carriera
Con la Jugoslavia ha disputato i Giochi olimpici di Seul 1988, i Campionati mondiali del 1990 e tre edizioni dei Campionati europei (1987, 1989, 1991).
Con la Croazia ha disputato i Campionati europei del 1995.